# فيليكس روسينيول
فيليكس روسينيول هو لاعب هوكي الجليد كندي، ولد في 18 أكتوبر 1921 في إيدموندستون ‏ في كندا، وتوفي في 31 مايو 1981.

## وصلات خارجية
- فيليكس روسينيول على موقع دوري الهوكي الوطني (الإنجليزية)
- فيليكس روسينيول على موقع EliteProspects.com (الإنجليزية)
- فيليكس روسينيول على موقع HockeyDB.com (الإنجليزية)
- فيليكس روسينيول على موقع Hockey-Reference.com (الإنجليزية)